# Keri Hulme
Keri Ann Ruhi Hulme (9 de março de 1947 – 27 de dezembro de 2021) foi uma romancista, poeta e contista neozelandesa. Ela também escreveu sob o pseudônimo de Kai Tainui . Seu romance The Bone People ganhou o Booker Prize em 1985; ela foi a primeira neozelandesa a ganhar o prêmio, e também a primeira escritora a ganhar o prêmio por um romance de estreia . A escrita de Hulme explora temas de isolamento, identidade pós-colonial e multicultural e mitologia maori, celta e nórdica.

## Carreira

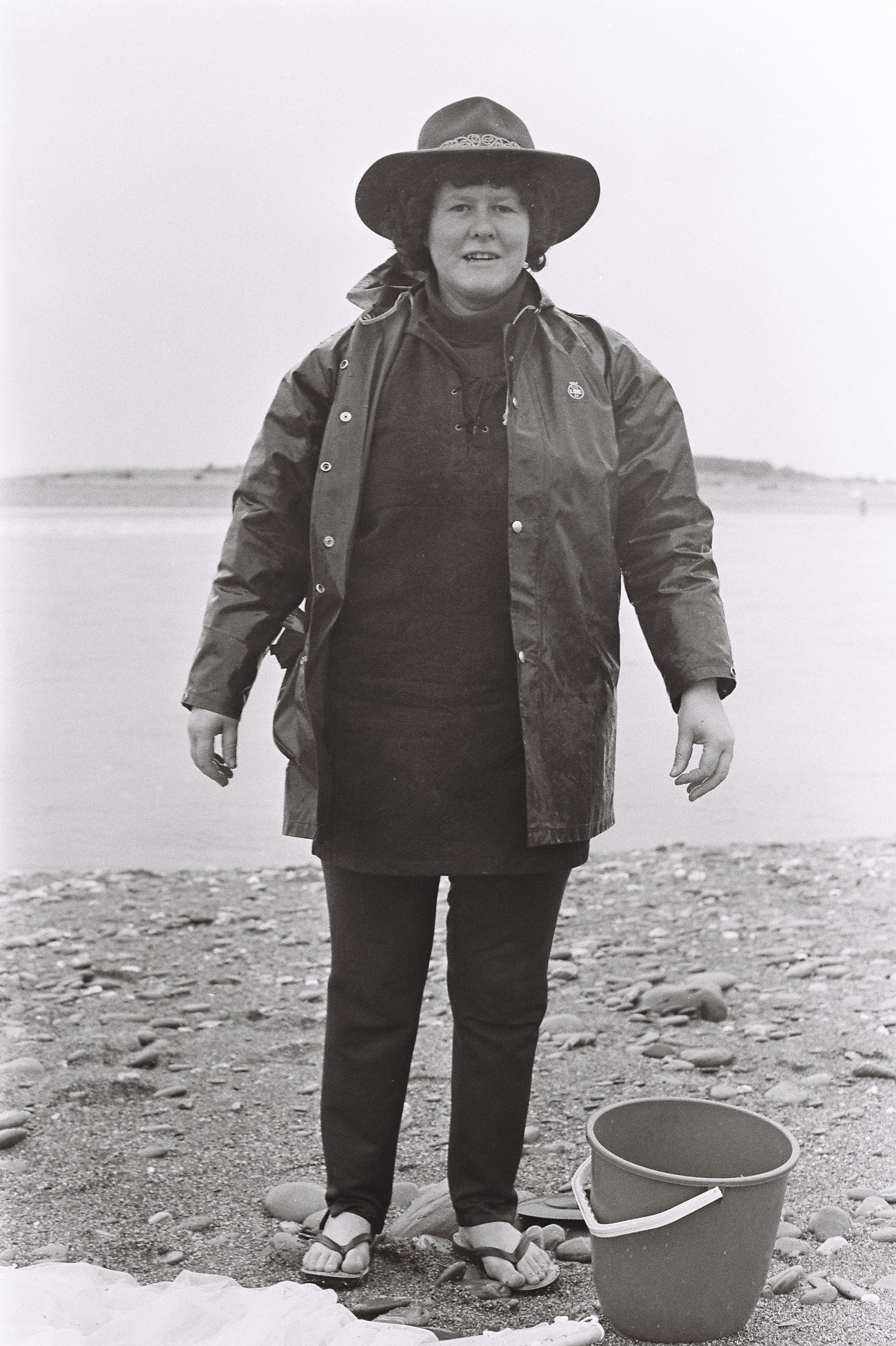
Hulme com uma captura de whitebait em 1983

Em 1972, Hulme havia acumulado uma grande quantidade de anotações e desenhos e decidiu começar a escrever em tempo integral, mas, apesar do apoio financeiro de sua família, ela teve que voltar ao trabalho nove meses depois. Ela trabalhou em uma variedade de empregos, incluindo no varejo, como cozinheira de peixe com batatas fritas, bobinadeira em uma fábrica de lã e entregadora de correspondência em Greymouth, na costa oeste da Ilha Sul . Ela também foi assistente de farmácia no Gray Hospital, revisora e jornalista no Gray Evening Star e assistente de direção de televisão nos programas Country Calendar, Dig This e Play School . Ela continuou escrevendo e teve seu trabalho publicado em jornais e revistas; alguns apareceram sob o pseudônimo de Kai Tainui.
Hulme submeteu o manuscrito para The Bone People a várias editoras durante um período de 12 anos, até que foi aceito para publicação pelo Spiral Collective, um coletivo feminista literário e artístico da Nova Zelândia. O livro foi publicado em fevereiro de 1984 e ganhou o New Zealand Book Award for Fiction de 1984 e o Booker Prize em 1985. Hulme foi o primeira neozelandêsa a ganhar o Booker Prize e também a primeira pessoa a ganhar o prêmio por seu romance de estreia. A cerimônia foi transmitida no Canal 4 e, como Hulme não pôde comparecer, ela pediu a três mulheres da Spiral - Irihapeti Ramsden, Marian Evans e Miriama Evans - que aceitassem o prêmio em seu nome. Ramsden e Miriama Evans subiram ao pódio vestindo maori korowai, de braços dados com Marian Evans em um smoking, e cantaram um maori karanga enquanto avançavam.
Temas comuns na escrita de Hulme são identidade e isolamento. A inspiração para seus personagens e histórias também vinha frequentemente a ela em sonhos; ela sonhou pela primeira vez com um menino mudo de cabelos compridos quando tinha 18 anos e escreveu um conto sobre ele chamado Simon Peter's Shell . O menino continuou a aparecer em seus sonhos e acabou se tornando o personagem principal do The Bone People.

## vida pessoal e morte
Em 1973, Hulme ganhou um sorteio de terras e tornou-se proprietário de um terreno no remoto assentamento costeiro de Ōkārito, no sul de Westland, na Ilha Sul da Nova Zelândia. Ela construiu uma casa octogonal no terreno e passou a maior parte de sua vida adulta (quase 40 anos) lá. Ela se opôs abertamente aos planos de desenvolver o assentamento com moradias adicionais ou instalações turísticas e acreditava que merecia proteção especial do governo. No final de 2011, Hulme anunciou que estava deixando a área porque as taxas corporais locais (impostos sobre a propriedade) significavam que ela não poderia mais morar lá. Ela se identificou como ateia, arromântica e assexual .

## Livros

### romances
- The Bone People (Spiral Press, 1984) [13]
- BAIT e On the Shadow Side (inacabado) [4]

### Poesia
- Os silêncios entre (Moeraki Conversations) (Auckland University Press, 1982) [14]
- Bens Perdidos (Victoria University Press, 1985) [15]
- Strands (Auckland University Press, 1993) [16]